# Trip (Ella Mai)
Trip è un singolo della cantante britannica Ella Mai, pubblicato il 3 agosto 2018 come secondo estratto dall'album in studio di debutto eponimo. 
Il brano è stato scritto e composto dalla stessa cantante in collaborazione con Varren Wade, Quinton e Dijon McFarlane, meglio conosciuto come Mustard, e prodotto da quest'ultimo e da Keys.

## Tracce
Download digitale
1. Trip – 3:37

## Classifiche

### Classifiche settimanali
| Classifica (2018) | Posizione massima |
| ----------------- | ----------------- |
| Australia         | 77                |
| Canada            | 78                |
| Nuova Zelanda     | 22                |
| Paesi Bassi       | 100               |
| Regno Unito       | 47                |
| Stati Uniti       | 11                |

### Classifiche annuali
| Classifica (2018) | Posizione |
| ----------------- | --------- |
| Stati Uniti       | 92        |
| Classifica (2019) | Posizione |
| Stati Uniti       | 80        |